# Frankfurt (Main) Flughafen Fernbahnhof
Frankfurt (Main) Flughafen Fernbahnhof – stacja kolejowa i dworzec przeznaczony dla pociągów dalekobieżnych ICE, ulokowany przy porcie lotniczym Frankfurt, zbudowanym na linii trasie kolei dużych prędkości wiodącej z Frankfurtu do Kolonii (niem.: Neubaustrecke Köln-Rhein/Main). Dworzec znajduje się naprzeciwko lotniska po drugiej stronie Autostrady A3 i jest połączony z terminalami portu przejściem nadziemnym.
Na dworcu Fernbahnhof zatrzymują się pociągi ICE łączące miasta północnych i południowych Niemiec (między innymi, Kolonię, Hamburg, Monachium i Berlin) z Zurychiem, Bazyleą, Brukselą i Amsterdamem.
Nie należy mylić tego dworca ze starszym dworcem lotniskowym S-Bahn, Frankfurt (Main) Flughafen Regionalbahnhof, mieszczącym się pod Terminalem 1, z którego odjeżdżają pociągi podmiejskie S-Bahn Ren-Men. Dla uniknięcia pomyłek między odległymi od siebie o około 300 m stacjami numeracja torów dworca dalekobieżnego stanowi kontynuację numeracji stacji lokalnej, tj. tory noszą numery od „Fern 4" do „Fern 7".

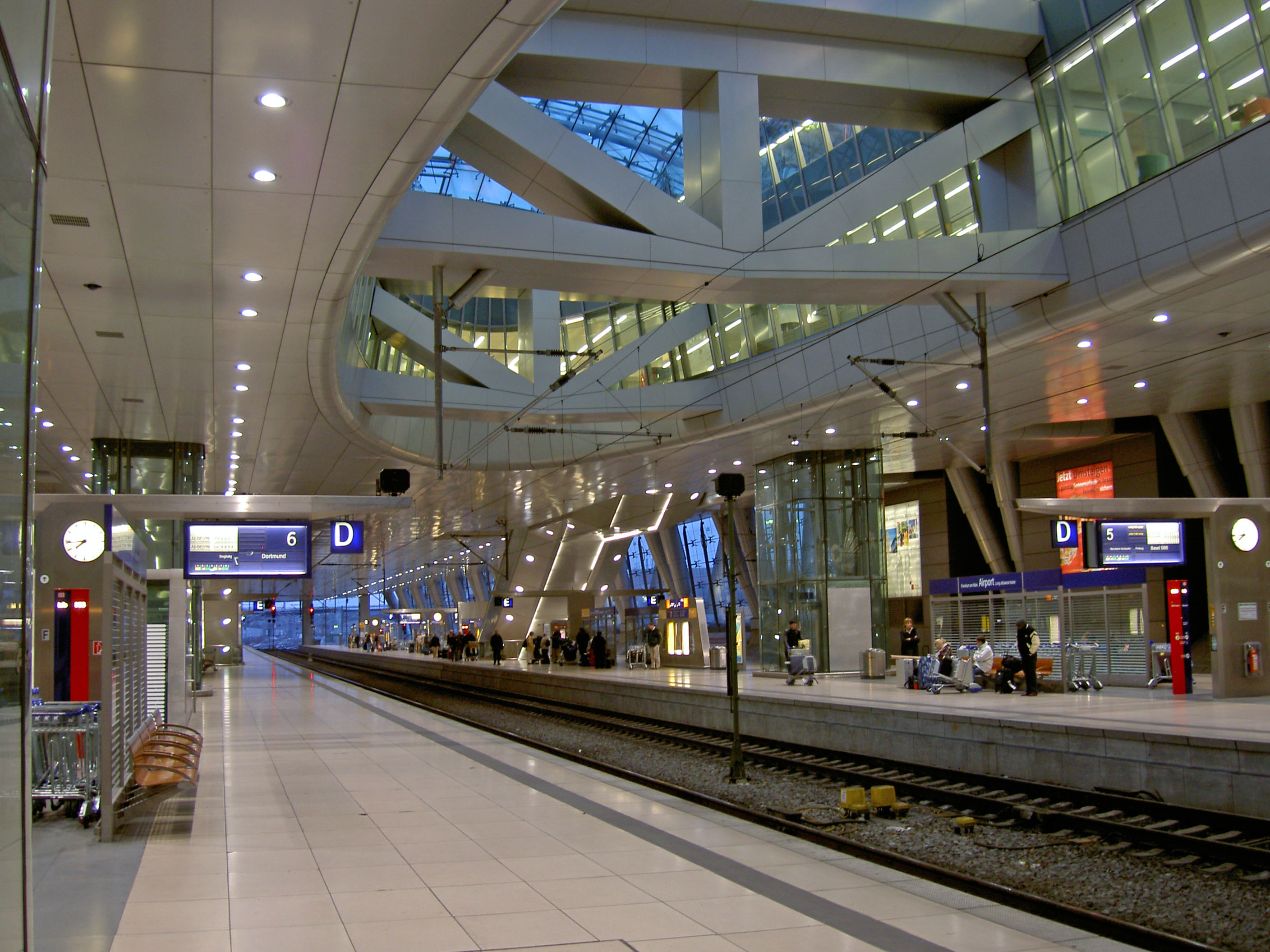
Dworzec kolejowy pociągów dalekobieżnych portu lotniczego Frankfurt, Frankfurt (Main) Flughafen Fernbahnhof